# John McGarrity
John „Jock“ McGarrity (* 20. Oktober 1925 in Fife; † März 2006 in Dundee) war ein schottischer Fußballtorhüter.

## Karriere
John McGarrity wurde im Jahr 1925 in der schottischen Region Fife geboren. Bevor er seine Karriere als Profi begann, spielte er für die „Blairhall Colliery“, einen Bergwerk-Verein aus Blairhall etwa 10 km westlich von Dunfermline entfernt. Ab 1948 spielte McGarrity für den FC East Fife aus Methil. Er gab sein Debüt am 2. April 1949 bei einem 4:2-Sieg gegen den FC Clyde. Mit dem Verein gewann er 1950 den schottischen Ligapokal im Finale gegen Dunfermline Athletic. Beim 3:0 hütete er das Tor der „Fifers“ und blieb ohne Gegentreffer. In der Division One, der höchsten Spielklasse in Schottland, war er in der Saison 1948/49 und 1949/50 hinter John Niven Ersatztorhüter bei den „Fifers“. Die Mannschaft beendete die Spielzeiten jeweils auf Platz vier. McGarrity kam dabei insgesamt achtmal zum Einsatz. 
Im Jahr 1951 wechselte der Torhüter zum schottischen Zweitligisten FC Arbroath. In der Saison 1951/52 absolvierte er eine unbekannte Zahl an Ligaspielen. Mit der zweitschlechtesten Abwehr (83) hinter Forfar Athletic (97) wurde Arbroath Letzter in der Tabelle. Bereits nach einem Jahr verließ er den Verein wieder. Mit dem FC Cowdenbeath aus der gleichen Liga fand er einen neuen Verein. In zwei Jahren stand McGarrity in 22 Partien für die „Miners“ zwischen den Pfosten. Cowdenbeath rangierte in den Abschlusstabellen im unteren Mittelfeld der Division Two.